# Црновршки партизански одред
Црновршки народноослободилачки партизански (НОП) одред је био партизанска јединица у саставу Народноослободилачке војске и партизанских одреда Југославије током Другог светског рата у Босни и Херцеговини.

## Историјат
Формиран је 18. октобра 1943. у Прњавору од диверзантске чете 11. дивизије НОВЈ, групе бораца из 5. и 12. крајишке бригаде и новомобилисаних бораца са терена бивше Црновршке чете 4. крајишког НОП одреда. Имао је две чете и бројао око 100 бораца. Тежиште његових дејстава било је усмерено на борбу против четника, али је радио и на мобилизацији људства из брдских села око Црног врха, источно од Бање Луке. Изводио је и мање диверзантске акције око Бање Луке. Расформиран је крајем децембра 1944, а његово људство ушло је у састав Прњаворског НОПО 11. дивизије.